# 宇野俊秀
宇野 俊秀（うの としひで、1966年2月14日 - ）は、日本の歌手・ソングライター。本庄則子との音楽ユニット、SWEET NOT SWEETのメンバー。筋肉が麻痺する病気（病名不明）により、現在はリハビリ中である。愛称：としちゃん。

## リリース
1995年11月1日、SWEET NOT SWEET名義『Self-size Love』（ミニ・アルバム）でdohb discsよりデビュー。出荷枚数は3,000枚（ESCB-3025）

## 逸話
大学時代に友人から永井真理子のバックバンドへの誘いがあったが断った。同じく大学時代に、種ともこのバックバンドメンバーから誘いがあり、デモテープももらったが断った。1995年に知り合いの紹介でデビュー間もない小島麻由美と知り合い、キーボードとしてバンドの練習に参加してもらった際に楽曲の編曲を頼まれたが、レコード会社を通していなかったため断った。

## 楽曲提供
中森明菜 「Spicy Heart」（作曲・1997年）